# FanMail
FanMail è il terzo album in studio del gruppo musicale femminile statunitense TLC, pubblicato il 23 febbraio 1999 per la LaFace Records. Vende negli Stati Uniti oltre 6 milioni di copie e più di 7 milioni in tutto il mondo. La rivista Billboard lo inserisce al 84º posto dei migliori album pop degli anni '90.

## Tracce
1. FanMail – 3:59 (Dallas Austin)
2. The Vic-E Interpretation - Interlude – 0:18 (Dallas Austin)
3. Silly Ho – 4:15 (Dallas Austin)
4. Whispering Playa - Interlude – 0:52 (Dallas Austin, Marshall Lorenzo Martin)
5. No Scrubs – 3:34 (Kevin Briggs, Kandi Burruss, Tameka Cottle)
6. I'm Good At Being Bad – 5:39 (James Harris III, Terry Lewis, Tony Tolbert, Tionne "T-Boz" Watkins, Lisa Lopes, Marshall Lorenzo Martin, Morris Dickerson, Charles Miller, Sylvester Allen, Harold Brown, Howard Scott, Lee Oskar, Leroy Jordan)
7. If They Knew – 4:04 (Dallas Austin, Ricciano Lumpkins, Lisa Lopes, Marshall Lorenzo Martin, Tionne Watkins)
8. I Miss You So Much – 4:56 (Babyface, Daryl Simmons)
9. Unpretty – 4:38 (Dallas Austin, Tionne Watkins)
10. My Life – 4:01 (Jermaine Dupri, Tamara Savage, Lisa Lopes, Marshall Lorenzo Martin)
11. Shout – 3:57 (Dallas Austin, Lisa Lopes, Marshall Lorenzo Martin, Tionne Watkins)
12. Come On Down – 4:17 (Diane Warren)
13. Dear Lie – 5:10 (Babyface, Tionne Watkins)
14. Communicate - Interlude – 0:51 (Dallas Austin)
15. Lovesick – 3:52 (Dallas Austin, Rozonda Thomas)
16. Automatic – 4:31 (Dallas Austin)
17. Don't Pull Out On Me Yet – 4:33 (Dallas Austin)

Traccia aggiunta nella versione giapponese
1. U In Me – 3:50 (Dallas Austin)

## Classifiche

### Classifiche settimanali
| Classifica (1999) | Posizione massima |
| ----------------- | ----------------- |
| Australia         | 15                |
| Austria           | 17                |
| Belgio (Fiandre)  | 7                 |
| Belgio (Vallonia) | 11                |
| Canada            | 3                 |
| Finlandia         | 26                |
| Francia           | 24                |
| Germania          | 7                 |
| Giappone          | 10                |
| Irlanda           | 13                |
| Norvegia          | 22                |
| Nuova Zelanda     | 6                 |
| Paesi Bassi       | 9                 |
| Regno Unito       | 7                 |
| Stati Uniti       | 1                 |
| Svezia            | 16                |
| Svizzera          | 11                |
| Taiwan            | 4                 |

### Classifiche di fine anno
| Classifica (1999) | Posizione |
| ----------------- | --------- |
| Australia         | 47        |
| Belgio (Vallonia) | 53        |
| Francia           | 65        |
| Germania          | 19        |
| Giappone          | 19        |
| Nuova Zelanda     | 21        |
| Paesi Bassi       | 31        |
| Regno Unito       | 28        |
| Stati Uniti       | 10        |
| Svizzera          | 48        |
| Classifica (2000) | Posizione |
| Stati Uniti       | 147       |